# Saad od-Doulé

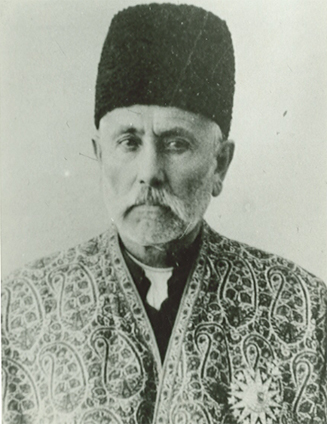
Saad ad-Daula.

Nayaf Qolí Jan Bajtiarí (1851-1931) (en persa: نجف قلی خان بختیاری) también conocido como Saad od-Doulé y Samsam-os Saltané fue un primer ministro iraní y un líder de la Revolución constitucional iraní. Fue elegido como primer ministro por dos mandatos. Primero del 3 de mayo de 1909 al 16 de julio de 1909 y el segundo desde el 23 de diciembre de 1912 al 11 de enero de 1913. Él era un líder del partido Ojovat. Era un representante del Parlamento de Irán para Teherán, en el cuarto Parlamento. Murió en 1931 en Ispahán, donde fue enterrado.